# 7464 Віпера
7464 Віпера (7464 Vipera) — астероїд головного поясу, відкритий 15 листопада 1987 року.
Тіссеранів параметр щодо Юпітера — 3,375.